# مارك فيكن
مارك فيكن (الروسية: Фейгин, Марк Захарович) (ولد في 3 يونيو 1971) هو محامي وسياسي روسي. شغل خلال الفترة من يناير 1994 إلى ديسمبر 1995 كنائب في مجلس الدوما وكان نائب رئيس بلدية سامارا وفي عام 2011 و 2012، كان فيكن نشطا في المعارضة للرئيس فلاديمير بوتين، وأعلن أنه تم تشكيل حزب المعارضة .
في عام 1995 تخرج من كلية الحقوق في جامعة ولاية سامارا. وكان واحدا من قادة الحركة الديمقراطية في سامارا، وكان الرئيس المشارك للمنظمة الإقليمية لحركة روسيا الديمقراطية.

## وصلات خارجية
- مارك فيكن على موقع IMDb (الإنجليزية)
- مارك فيكن على موقع كينوبويسك (الروسية)
- الصفحة الرسمية لمارك فيكن